# Shoot the Moon: The Essential Collection
Shoot the Moon: The Essential Collection é um álbum dos melhores êxitos da banda Face to Face, lançado em 15 de novembro de 2005.
| Críticas profissionais                                                      | Críticas profissionais |
| Avaliações da crítica                                                       | Avaliações da crítica  |
| Fonte                                                                       | Avaliação              |
| --------------------------------------------------------------------------- | ---------------------- |
| allmusic                                                                    | [ 2 ]                  |
| Esta tabela precisa de ser acompanhada por texto em prosa. Consulte o guia. |                        |

## Faixas
1. "Disconnected" — 3:28
2. "I Want" — 3:01
3. "You've Done Nothing" — 2:00
4. "Pastel" — 3:13
5. "Don't Turn Away" — 2:46
6. "You Lied" — 3:25
7. "Velocity" — 3:16
8. "A-OK" — 2:58
9. "It's Not Over" — 2:25
10. "Blind" — 2:42
11. "Ordinary" — 2:48
12. "I Won't Lie Down" — 3:17
13. "Complicated" — 4:01
14. "Walk the Walk" (ao vivo) — 3:16
15. "I'm Trying" (ao vivo) — 3:04
16. "Disappointed" — 2:48
17. "What's in a Name?" — 3:06
18. "Bill of Goods" — 2:48
19. "A Wolf in Sheep's Clothing" — 3:08
20. "Thick as a Brick" — 3:36
21. "Disconnected" (ao vivo) — 3:20